# Vòng loại bóng đá nữ Thế vận hội Mùa hè 2012 khu vực châu Á
Vòng loại bóng đá nữ Thế vận hội Mùa hè 2012 khu vực châu Á là giải đấu Vòng loại bóng đá nữ Thế vận hội khu vực châu Á lần thứ ba, giải đấu được tổ chức 4 năm một lần bởi Liên đoàn bóng đá châu Á (AFC) để xác định các đại diện của châu Á tại nội dung bóng đá nữ Thế vận hội mùa hè.
Tại Giải Tiền Thế vận hội của AFC, mười tám đội tuyển sẽ tranh tài để đoạt hai tấm vé tới Thế vận hội Mùa hè 2012 tại Luân Đôn. Đội tuyển Qatar bỏ cuộc trước khi giải bắt đầu. Giải ban đầu được dự tính sẽ bắt đầu vào tháng 2 năm 2010 nhưng phải tới tháng 3 năm 2011 mới khởi tranh.

## Thể thức
Vòng một
5 đội tuyển có thành tích tốt nhất tại giải lần trước gồm Úc, Trung Quốc, Nhật Bản, CHDCND Triều Tiên và Hàn Quốc được miễn hai vòng đầu. 12 đội còn lại chia làm ba bảng dựa theo khu vực địa lý, thi đấu theo thể thức vòng tròn một lượt tại một địa điểm cố định. Năm đội (hai đội đầu mỗi bảng A và C, cùng đội đầu bảng B) lọt vào vòng hai.
Vòng hai
5 đội tiếp tục thi đấu vòng tròn một lượt tại một địa điểm cố định. Đội đầu bảng lọt vào vòng sau.
Vòng chung kết
6 đội (5 đội miễn và đội thắng vòng hai) tiếp tục thi đấu vòng tròn một lượt tại một địa điểm cố định. Hai đội đầu bảng giành vé tới Olympic.

## Vòng một
| Ghi chú màu sắc           |
| ------------------------- |
| Lọt vào vòng hai vòng hai |

### Bảng A
Tất cả các trận đấu diễn ra tại Cao Hùng, Đài Loan (Trung Hoa Đài Bắc).
| Đội               | Tr | T | H | B | BT | BB | HS  | Đ  |
| ----------------- | -- | - | - | - | -- | -- | --- | -- |
| Việt Nam          | 4  | 3 | 1 | 0 | 9  | 2  | +7  | 10 |
| Thái Lan          | 4  | 3 | 0 | 1 | 10 | 2  | +8  | 9  |
| Đài Bắc Trung Hoa | 4  | 1 | 2 | 1 | 7  | 5  | +2  | 5  |
| Myanmar           | 4  | 1 | 1 | 2 | 2  | 5  | −3  | 4  |
| Hồng Kông         | 4  | 0 | 0 | 4 | 0  | 14 | −14 | 0  |

| Việt Nam                                                               | 4 – 0    | Hồng Kông |
| ---------------------------------------------------------------------- | -------- | --------- |
| Vũ Thị Huyền Linh 13' · Nguyễn Thị Muôn 43', 45' · Nguyễn Kim Tiến 78' | Chi tiết |           |

| Myanmar        | 1 – 1    | Đài Bắc Trung Hoa |
| -------------- | -------- | ----------------- |
| Marlar Tun 55' | Chi tiết | Dư Tú Tinh 47'    |

| Đài Bắc Trung Hoa | 0 – 3    | Thái Lan                                        |
| ----------------- | -------- | ----------------------------------------------- |
|                   | Chi tiết | Maijarern 24' · Srangthaisong 54' · Chawong 84' |

| Myanmar | 0 – 2    | Việt Nam                                            |
| ------- | -------- | --------------------------------------------------- |
|         | Chi tiết | Nguyễn Thị Muôn 73' (ph.đ.) · Trần Thị Kim Hồng 75' |

| Thái Lan                  | 2 – 0    | Myanmar |
| ------------------------- | -------- | ------- |
| Chawong 38' · Sornsai 71' | Chi tiết |         |

| Hồng Kông | 0 – 5    | Đài Bắc Trung Hoa                                                                     |
| --------- | -------- | ------------------------------------------------------------------------------------- |
|           | Chi tiết | Lý Tú Cầm 7' · Trần Huỳnh Huệ 65' · Vương Tương Huệ 80' (ph.đ.), 84' · Dư Tú Tinh 89' |

| Hồng Kông | 0 – 1    | Myanmar            |
| --------- | -------- | ------------------ |
|           | Chi tiết | Hà Oánh 76' (l.n.) |

| Việt Nam                                      | 2 – 1    | Thái Lan   |
| --------------------------------------------- | -------- | ---------- |
| Nguyễn Thị Hòa 53' · Lê Thu Thanh Hương 90+2' | Chi tiết | Chawong 1' |

| Thái Lan                                           | 4 – 0    | Hồng Kông |
| -------------------------------------------------- | -------- | --------- |
| Srangthaisong 19' · Chawong 48', 50' · Sornsai 64' | Chi tiết |           |

| Đài Bắc Trung Hoa | 1 – 1    | Việt Nam           |
| ----------------- | -------- | ------------------ |
| Thái Lê Trinh 77' | Chi tiết | Nguyễn Thị Hòa 19' |

### Bảng B
Tất cả các trận đấu diễn ra ở Dhaka, Bangladesh.
| Đội        | Tr | T | H | B | BT | BB | HS | Đ |
| ---------- | -- | - | - | - | -- | -- | -- | - |
| Uzbekistan | 2  | 1 | 1 | 0 | 4  | 1  | +3 | 4 |
| Ấn Độ      | 2  | 1 | 1 | 0 | 4  | 1  | +3 | 4 |
| Bangladesh | 2  | 0 | 0 | 2 | 0  | 6  | −6 | 0 |

| Bangladesh | 0 – 3    | Ấn Độ                   |
| ---------- | -------- | ----------------------- |
|            | Chi tiết | B. Devi 52', 70', 90+2' |

| Uzbekistan                                 | 3 – 0    | Bangladesh |
| ------------------------------------------ | -------- | ---------- |
| Ermatova 64' · Sarikova 74' · Karachik 89' | Chi tiết |            |

| Ấn Độ       | 1 – 1    | Uzbekistan   |
| ----------- | -------- | ------------ |
| T. Devi 71' | Chi tiết | Riskieva 79' |

Trận play-off
- Do cả Ấn Độ và Uzbekistan cùng số điểm và hiệu số bàn thắng bại nên hai đội sẽ phải thi đấu một trận playoff để tìm ra đội bóng đi tiếp.[3]

| Ấn Độ    | 1 – 5    | Uzbekistan                                                        |
| -------- | -------- | ----------------------------------------------------------------- |
| Devi 41' | Chi tiết | Lagutkina 57', 60' · Karachik 72' · Turdiboeva 75' · Sarikova 77' |

### Bảng C
Tất cả các trận đấu diễn ra ở Zarqa, Jordan.
| Đội       | Tr | T | H | B | BT | BB | HS  | Đ |
| --------- | -- | - | - | - | -- | -- | --- | - |
| Iran      | 3  | 2 | 1 | 0 | 7  | 1  | +6  | 7 |
| Jordan    | 3  | 1 | 2 | 0 | 8  | 2  | +6  | 5 |
| Bahrain   | 3  | 0 | 2 | 1 | 2  | 4  | −2  | 2 |
| Palestine | 3  | 0 | 1 | 2 | 1  | 11 | −10 | 1 |

| Palestine | 0 – 4    | Iran                             |
| --------- | -------- | -------------------------------- |
|           | Chi tiết | Rahimi 3', 13', 55' · Karimi 31' |

| Jordan          | 1 – 1    | Bahrain      |
| --------------- | -------- | ------------ |
| S. Khraisat 34' | Chi tiết | Alhashimi 2' |

| Iran           | 1 – 1    | Jordan     |
| -------------- | -------- | ---------- |
| Hatamnejad 55' | Chi tiết | Jbarah 24' |

| Palestine   | 1 – 1    | Bahrain    |
| ----------- | -------- | ---------- |
| N. Owda 17' | Chi tiết | Yaaqob 20' |

| Jordan                                                           | 6 – 0    | Palestine |
| ---------------------------------------------------------------- | -------- | --------- |
| Jbarah 3', 32' · Alnaber 6' · Al Azab 21', 51' · Al Hyasat 90+2' | Chi tiết |           |

| Bahrain | 0 – 2    | Iran           |
| ------- | -------- | -------------- |
|         | Chi tiết | Rahimi 8', 70' |

## Vòng hai
Các trận đấu diễn ra tại Amman, Jordan.
| Chú giải màu sắc               |
| ------------------------------ |
| Các đội lọt vào vòng chung kết |

| Đội        | Tr | T | H | B | BT | BB | HS  | Đ  |
| ---------- | -- | - | - | - | -- | -- | --- | -- |
| Thái Lan   | 4  | 3 | 1 | 0 | 18 | 4  | +14 | 10 |
| Uzbekistan | 4  | 3 | 0 | 1 | 9  | 6  | +3  | 9  |
| Việt Nam   | 4  | 2 | 1 | 1 | 8  | 5  | +3  | 7  |
| Jordan     | 4  | 1 | 0 | 3 | 3  | 11 | −8  | 3  |
| Iran       | 4  | 0 | 0 | 4 | 0  | 12 | −12 | 0  |

| Uzbekistan  | 1 – 5    | Thái Lan                                           |
| ----------- | -------- | -------------------------------------------------- |
| Sarikova 5' | Chi tiết | Sornsai 14', 45' · Sungngoen 26' · Romyen 34', 71' |

| Jordan | 0 – 3    | Uzbekistan                         |
| ------ | -------- | ---------------------------------- |
|        | Chi tiết | Turdiboeva 76' · Sarikova 78', 81' |

| Việt Nam           | 1 – 0    | Jordan |
| ------------------ | -------- | ------ |
| Nguyễn Thị Hòa 67' | Chi tiết |        |

| Uzbekistan        | 2 – 1    | Việt Nam              |
| ----------------- | -------- | --------------------- |
| Sarikova 36', 69' | Chi tiết | Nguyễn Thị Muôn 90+4' |

| Thái Lan                                                                                  | 7 – 0    | Jordan |
| ----------------------------------------------------------------------------------------- | -------- | ------ |
| Boothduang 19' · Phaikhet 33' · Seesraum 36' · Sornsai 40' · Dangda 49' · Romyen 64', 75' | Chi tiết |        |

| Việt Nam                                                        | 3 – 3    | Thái Lan                                                   |
| --------------------------------------------------------------- | -------- | ---------------------------------------------------------- |
| Lê Thị Thương 8' · Nguyễn Thị Muôn 12' · Lê Thu Thanh Hương 37' | Chi tiết | Nguyễn Hải Hòa 18' (l.n.) · Sungngoen 25' · Boothduang 84' |

Ghi chú
Chính phủ Iran không cho phép các cầu thủ bỏ hijab ra khi thi đấu dù việc này vi phạm chính sách của FIFA; Jordan, Việt Nam, Thái Lan và Uzbekistan lần lượt được xử thắng 3–0.

## Vòng chung kết
Tất cả các trận diễn ra ở Tế Nam, Sơn Đông, Trung Quốc.
| Chú giải màu sắc                            |
| ------------------------------------------- |
| Các đội đoạt vé tới Thế vận hội Mùa hè 2012 |

| Đội               | Tr | T | H | B | BT | BB | HS  | Đ  |
| ----------------- | -- | - | - | - | -- | -- | --- | -- |
| Nhật Bản          | 5  | 4 | 1 | 0 | 8  | 2  | +6  | 13 |
| CHDCND Triều Tiên | 5  | 3 | 2 | 0 | 10 | 3  | +7  | 11 |
| Úc                | 5  | 3 | 0 | 2 | 8  | 4  | +4  | 9  |
| Trung Quốc        | 5  | 1 | 2 | 2 | 2  | 2  | 0   | 5  |
| Hàn Quốc          | 5  | 1 | 1 | 3 | 7  | 7  | 0   | 4  |
| Thái Lan          | 5  | 0 | 0 | 5 | 1  | 18 | -17 | 0  |

| Nhật Bản                                          | 3 – 0    | Thái Lan |
| ------------------------------------------------- | -------- | -------- |
| Kawasumi 61' · Tanaka 75' · Kunupatham 90' (l.n.) | Chi tiết |          |

| CHDCND Triều Tiên | 1 – 0    | Úc |
| ----------------- | -------- | -- |
| Kim Su-gyong 10'  | Chi tiết |    |

| Trung Quốc | 0 – 0    | Hàn Quốc |
| ---------- | -------- | -------- |
|            | Chi tiết |          |

| Úc                                                      | 5 – 1    | Thái Lan      |
| ------------------------------------------------------- | -------- | ------------- |
| Simon 13' · Heyman 15', 34' · Butt 45' · van Egmond 58' | Chi tiết | Taneekarn 59' |

| Trung Quốc | 0 – 0    | CHDCND Triều Tiên |
| ---------- | -------- | ----------------- |
|            | Chi tiết |                   |

| Hàn Quốc      | 1 – 2    | Nhật Bản                   |
| ------------- | -------- | -------------------------- |
| Ji So-yun 30' | Chi tiết | Sakaguchi 10' · Ohno 45+1' |

| Hàn Quốc                                 | 2 – 3    | CHDCND Triều Tiên                                    |
| ---------------------------------------- | -------- | ---------------------------------------------------- |
| Lee Hyun-young 5' · Jo Yun-mi 62' (l.n.) | Chi tiết | Ra Un-sim 9' · Choe Mi-gyong 28' · Hwang Song-mi 57' |

| Nhật Bản     | 1 – 0    | Úc |
| ------------ | -------- | -- |
| Kawasumi 62' | Chi tiết |    |

| Thái Lan | 0 – 2    | Trung Quốc                 |
| -------- | -------- | -------------------------- |
|          | Chi tiết | Vưu Giai 40' · Từ Viện 80' |

| Thái Lan | 0 – 3    | Hàn Quốc                                                 |
| -------- | -------- | -------------------------------------------------------- |
|          | Chi tiết | Jung Seol-bin 10' · Yoo Young-a 56' · Lee Hyun-young 82' |

| CHDCND Triều Tiên | 1 – 1    | Nhật Bản               |
| ----------------- | -------- | ---------------------- |
| Kim Jo-ran 90+2'  | Chi tiết | Kim Nam-hui 83' (l.n.) |

| Úc             | 1 – 0    | Trung Quốc |
| -------------- | -------- | ---------- |
| van Egmond 61' | Chi tiết |            |

| Thái Lan | 0 – 5    | CHDCND Triều Tiên                                                         |
| -------- | -------- | ------------------------------------------------------------------------- |
|          | Chi tiết | Choe Mi-gyong 30' · Yun Song-mi 35' · Ra Un-sim 50', 70' · Kim Un-hwa 56' |

| Hàn Quốc         | 1 – 2    | Úc                      |
| ---------------- | -------- | ----------------------- |
| Kwon Hah-nul 27' | Chi tiết | de Vanna 62' · Butt 76' |

| Nhật Bản   | 1 – 0    | Trung Quốc |
| ---------- | -------- | ---------- |
| Tanaka 57' | Chi tiết |            |